# Stelletta stellata
Stelletta stellata är en svampdjursart som beskrevs av Topsent 1893. Stelletta stellata ingår i släktet Stelletta och familjen Ancorinidae. Utöver nominatformen finns också underarten S. s. adriatica.